# フリースタイルスキー・ワールドカップ 2007-2008
フリースタイルスキー・ワールドカップ 2007-2008は2007年12月13日から2008年3月16日まで開催された29シーズン目となるフリースタイルスキー・ワールドカップである。

## 競技種目
前シーズンに引き続きエアリアル（AE）、モーグル（MO）、スキークロス（SX）、ハーフパイプ（HP）が行なわれた。デュアルモーグル（DM）の競技も行なわれたが、ポイントはモーグルに加算された。また、モーグル、スキークロス、ハーフパイプの最終戦はヴァルマレンコにてスノーボードと共にグランドファイナルとして行なわれた。

## 日程
ロシアでは初となるフリースタイルスキー・ワールドカップがモスクワで開催された。
| 年     | 月日     | 種目 | 開催地                       | 優勝者                           | 優勝者                   |
| 年     | 月日     | 種目 | 開催地                       | 男子                             | 女子                     |
| ------ | -------- | ---- | ---------------------------- | -------------------------------- | ------------------------ |
| 2007年 | 12月13日 | MO   | ティーニュ                   | ピエール＝アレキサンダー・ルソー | マルガリータ・マーブラー |
| 2007年 | 12月21日 | AE   | 蓮花県                       | スティーブ・オミシュル           | ジャッキー・クーパー     |
| 2007年 | 12月22日 | AE   | 蓮花県                       | ドミトリ・ダシンスキー           | ジャッキー・クーパー     |
| 2008年 | 1月12日  | SX   | レ・コンタミンヌ             | トーマス･クラウス                | オフェリー・ダビド       |
| 2008年 | 1月13日  | HP   | レ・コンタミンヌ             | マシュー・ヘイワード             | サラ・バーク             |
| 2008年 | 1月16日  | SX   | フレーヌ                     | トーマス・クラウス               | メリル・ブーランジェ     |
| 2008年 | 1月18日  | MO   | レークプラシッド             | ウォーレン･ターナー              | エミコ・トリト           |
| 2008年 | 1月19日  | AE   | レークプラシッド             | スティーブ・オミシュル           | ジャッキー・クーパー     |
| 2008年 | 1月20日  | MO   | レークプラシッド             | デイル・ベッグ＝スミス           | ミシェル・ローク         |
| 2008年 | 1月20日  | SX   | クライシュベルク             | トーマス・クラウス               | オフェリー・ダビド       |
| 2008年 | 1月26日  | MO   | モンガブリエル               | ギルバート・コラス               | エカテリーナ・ストヤロワ |
| 2008年 | 1月27日  | AE   | モンガブリエル               | スティーブ・オミシュル           | アラ・チュペール         |
| 2008年 | 2月1日   | AE   | ディアバレー                 | スタニスワフ・クラフチュク       | 李妮娜                   |
| 2008年 | 2月2日   | SX   | ディアバレー                 | デイビー・バー                   | オフェリー・ダビド       |
| 2008年 | 2月2日   | DM   | ディアバレー                 | ヴィンセント・マーキス           | シェリー・ロバートソン   |
| 2008年 | 2月9日   | MO   | サイプレス・マウンテン       | 中止                             | 中止                     |
| 2008年 | 2月10日  | AE   | サイプレス・マウンテン       | スティーブ･オミシュル            | ジャッキー・クーパー     |
| 2008年 | 2月15日  | HP   | 猪苗代町                     | マシュー・ヘイワード             | サラ・バーク             |
| 2008年 | 2月16日  | MO   | 猪苗代町                     | デイル・ベッグ＝スミス           | 上村愛子                 |
| 2008年 | 2月17日  | AE   | 猪苗代町                     | アントン・クシニル               | ジャッキー・クーパー     |
| 2008年 | 2月22日  | SX   | シエラネバダ山脈             | トーマス・クラウス               | オフェリー・ダビド       |
| 2008年 | 2月28日  | SX   | シュピチャーク               | 中止                             | 中止                     |
| 2008年 | 3月1日   | DM   | マリアーンスケー・ラーズニェ | ギルバート・コラス               | 上村愛子                 |
| 2008年 | 3月1日   | AE   | モスクワ                     | スティーブ・オミシュル           | エリザベス・ガードナー   |
| 2008年 | 3月6日   | SX   | グリンデルヴァルト           | ラーシュ・レベン                 | サーシャ・ファリック     |
| 2008年 | 3月7日   | AE   | ダボス                       | スティーブ・オミシュル           | エベリネ・ルー           |
| 2008年 | 3月7日   | MO   | オーレ                       | デイル・ベッグ＝スミス           | 上村愛子                 |
| 2008年 | 3月8日   | DM   | オーレ                       | ドミトリー・レイハード           | 上村愛子                 |
| 2008年 | 3月9日   | SX   | ハスリベルク                 | ラーシュ・レベン                 | オフェリー・ダビド       |
| 2008年 | 3月12日  | HP   | ヴァルマレンコ               | マイケル・リドル                 | ジェニファー・ハダック   |
| 2008年 | 3月15日  | MO   | ヴァルマレンコ               | デービッド・バビック             | 上村愛子                 |
| 2008年 | 3月16日  | SX   | ヴァルマレンコ               | ラーシュ・レベン                 | オフェリー・ダビド       |

## 総合成績

### オーバーオール
男子はエアリアルの選手がオーバーオール総合優勝を獲得し、女子はスキークロスのオフェリー・ダビドが2年ぶり2度目の総合優勝を獲得した。
| 順位 | 名前                   | ポイント |
| ---- | ---------------------- | -------- |
| 1位  | スティーブ・オミシュル | 85.44    |
| 2位  | トーマス・クラウス     | 79.29    |
| 3位  | デイル・ベッグ＝スミス | 66.40    |
| 4位  | ラーシュ・レベン       | 64.00    |
| 5位  | アントン・クシニル     | 60.33    |

| 順位 | 名前                 | ポイント |
| ---- | -------------------- | -------- |
| 1位  | オフェリー･ダビド    | 80.75    |
| 2位  | ジャッキー・クーパー | 80.25    |
| 3位  | 上村愛子             | 68.30    |
| 4位  | 李妮娜               | 57.86    |
| 5位  | サラ・バーク         | 56.00    |

### エアリアル
全9戦が行なわれた。男子ではカナダのスティーブ・オミシュルが2連覇を達成し、女子ではオーストラリアのジャッキー・クーパーが2度目の2連覇を達成した。
| 順位 | 名前                       | ポイント |
| ---- | -------------------------- | -------- |
| 1位  | スティーブ・オミシュル     | 769      |
| 2位  | アントン・クシニル         | 543      |
| 3位  | ドミトリ・ダシンスキー     | 444      |
| 4位  | スタニスワフ・クラフチュク | 396      |
| 5位  | 韓暁鵬                     | 352      |

| 順位 | 名前                 | ポイント |
| ---- | -------------------- | -------- |
| 1位  | ジャッキー・クーパー | 642      |
| 2位  | リディア・ラシラ     | 460      |
| 3位  | アラ・チュペール     | 453      |
| 4位  | 李妮娜               | 405      |
| 5位  | エベリネ・ルー       | 322      |

### モーグル
全10戦が行なわれた。男子ではオーストラリアのデイル・ベッグ＝スミスが史上2人目となる3連覇を達成し、女子では上村愛子が日本人初の総合優勝を果たした。
| 順位 | 名前                     | ポイント |
| ---- | ------------------------ | -------- |
| 1位  | デイル・ベッグ＝スミス   | 664      |
| 2位  | ギルバート・コラス       | 499      |
| 3位  | ヴィンセント・マーキス   | 429      |
| 4位  | アレキサンダー・ビロドウ | 402      |
| 5位  | パトリック・デニーン     | 352      |

| 順位 | 名前                     | ポイント |
| ---- | ------------------------ | -------- |
| 1位  | 上村愛子                 | 683      |
| 2位  | ニコラ・スドバ           | 540      |
| 3位  | マルガリータ・マーブラー | 510      |
| 4位  | クリスティ・リチャーズ   | 405      |
| 5位  | エミコ・トリト           | 396      |

### スキークロス
全8戦が行なわれた。男子ではチェコのトーマス・クラウスが2年ぶり3度目の総合優勝を果たし、女子ではフランスのオフェリー･ダビドが優勝して連覇記録を5に延ばした。
| 順位 | 名前                 | ポイント |
| ---- | -------------------- | -------- |
| 1位  | トーマス・クラウス   | 555      |
| 2位  | ラーシュ・レベン     | 448      |
| 3位  | スタンレー・ヘイヤー | 344      |
| 4位  | デイビー・バー       | 302      |
| 5位  | テッド・ピカール     | 263      |

| 順位 | 名前                 | ポイント |
| ---- | -------------------- | -------- |
| 1位  | オフェリー･ダビド    | 646      |
| 2位  | サーシャ・ファリック | 447      |
| 3位  | メリル・ブーランジェ | 428      |
| 4位  | ヘッダ・ベルントセン | 409      |
| 5位  | 福島紀子             | 310      |

### ハーフパイプ
全3戦が行なわれた。男女共にカナダの選手が初めて総合優勝を果たした。
| 順位 | 名前                   | ポイント |
| ---- | ---------------------- | -------- |
| 1位  | マシュー・ヘイワード   | 229      |
| 2位  | カーレ・レイノネン     | 196      |
| 3位  | マイケル・リドル       | 170      |
| 4位  | ジャスティン・ドーレー | 160      |
| 5位  | ザヴィエ・ベルトーニ   | 137      |

| 順位 | 名前                         | ポイント |
| ---- | ---------------------------- | -------- |
| 1位  | サラ・バーク                 | 280      |
| 2位  | ジェニファー・ハダック       | 260      |
| 3位  | ロサリンド・グローエンウッド | 160      |
| 4位  | ダヴィーナ・ウイリアムス     | 139      |
| 5位  | マルタ・アーレンステッド     | 85       |